# PLT (wskaźnik)
PLT – wskaźnik liczby płytek krwi w µl (mm3) krwi. Norma wynosi 150–400 tys./µl krwi. Niedobór płytek krwi to trombocytopenia (małopłytkowość), ich nadmiar to trombocytoza (nadpłytkowość).